# Mademoiselle (film 2016)
Mademoiselle (아가씨?, AgassiLR) è un film del 2016 diretto da Park Chan-wook.
Ispirato al romanzo inglese Ladra, scritto da Sarah Waters e ambientato nella Londra del 1862, il lungometraggio è invece ambientato nella Corea degli anni '30 durante l'occupazione giapponese.

## Trama
La giovane ereditiera Hideko è orfana di entrambi i genitori ed ha perso suicida una zia, a cui era particolarmente legata. Vive quasi reclusa nella grande villa dello zio, un ricco collezionista di libri erotici che intende sposarla per impadronirsi del suo patrimonio. Uno spregiudicato truffatore, che si fa chiamare conte Fujiwara e millanta origini nobiliari, riesce a far assumere come domestica di Hideko l'abile borseggiatrice Sook-hee. Egli intende servirsi della ragazza per scardinare l'equilibrio della casa, sposare Hideko (per mettere le mani sul suo patrimonio) e infine sbarazzarsene, facendola rinchiudere in manicomio. Ma le tendenze saffiche di entrambe le ragazze, che presto sfociano in una relazione intima, mandano completamente in fumo i piani del presunto conte.

## Distribuzione
Il film è stato selezionato per competere al Festival di Cannes 2016. L'uscita nelle sale cinematografiche italiane, inizialmente prevista per maggio 2018, ha avuto luogo il 29 agosto 2019.

## Riconoscimenti
- 2016 – Festival di Cannes[1]
  - Candidatura per la Palma d'oro a Park Chan-wook
- 2016 – National Board of Review Award
  - Migliori cinque film stranieri